# Národní liga 1942/1943
Tento článek pojednává o jednom ze soutěžních ročníků Československé fotbalové ligy. Sezona 1942/43 se odehrála pod názvem Národní liga 1942/43 a jednalo se o celkově 5. oficiální ročník rozdělené České a Slovenské fotbalové ligy (včetně v průběhu rozděleného ročníku 1938/39). Jinak šlo o 19. ročník nejvyšší fotbalové ligové soutěže. Titul z minulého ročníku v ní znovu obhájila SK Slavia Praha (čtvrtý titul v řadě) a zajistila si tak již 13. mistrovský titul. Do tohoto ročníku nastoupily jako nováčci dva nejlepší týmy z kvalifikačního turnaje o postup do ligy: SK Rakovník a SK Nusle.

## Mistrovství Čech a Moravy
|    | Konečné pořadí       | Z  | V  | R | P  | GV | GO | TP  | B  |
| -- | -------------------- | -- | -- | - | -- | -- | -- | --- | -- |
|    | SK Slavia Praha      | 22 | 15 | 2 | 5  | 99 | 40 | +59 | 32 |
| 2  | AC Sparta Praha      | 22 | 13 | 3 | 6  | 78 | 47 | +31 | 29 |
| 3  | SK Baťa Zlín         | 22 | 11 | 3 | 8  | 72 | 56 | +16 | 25 |
| 4  | SK Židenice          | 22 | 12 | 1 | 9  | 60 | 54 | +6  | 25 |
| 5  | AFK Bohemia Vršovice | 22 | 10 | 3 | 9  | 64 | 69 | -5  | 23 |
| 6  | SK Plzeň             | 22 | 9  | 5 | 8  | 57 | 67 | -10 | 23 |
| 7  | SK Olomouc ASO       | 22 | 9  | 3 | 10 | 59 | 53 | +6  | 21 |
| 8  | SK Pardubice         | 22 | 9  | 2 | 11 | 54 | 51 | +3  | 20 |
| 9  | SK Nusle             | 22 | 8  | 3 | 11 | 47 | 63 | -16 | 19 |
| 10 | SK Kladno            | 22 | 9  | 1 | 12 | 40 | 63 | -23 | 19 |
| 11 | SK Prostějov         | 22 | 7  | 4 | 11 | 50 | 58 | -8  | 18 |
| 12 | SK Rakovník          | 22 | 3  | 4 | 15 | 37 | 96 | -59 | 10 |

## Rekapitulace soutěže
| Československá Fotbalová liga 1942/43      |                             |
|                                            |                             |
| Ocenění                                    |                             |
| Vítěz                                      | SK Slavia Praha (13. titul) |
| Vítěz domácího poháru                      |                             |
| Český pohár                                | AC Sparta Praha             |
| Pohyb v soutěži                            |                             |
| Sestupující do divize                      | SK Prostějov                |
|                                            | SK Rakovník                 |
| Postupující do I. ligy                     | SK Polaban Nymburk          |
|                                            | SK Viktoria Plzeň           |
|                                            | SK Slezská Ostrava          |
|                                            | SK Viktoria Žižkov          |
| Nejlepší střelec                           |                             |
| Josef Bican – ( SK Slavia Praha) – 39 gólů |                             |

## Soupisky mužstev

### SK Slavia Praha
Alexa Bokšay (-/0/-),
Vítězslav Deršák (1/0/-),
Karel Finek (17/0/-) –
Josef Bican (20/39),
Antonín Bradáč (17/10),
Vojtěch Bradáč (7/1),
Otto Bureš (5/1),
Otakar Buzek (-/2),
František Habásko (3/0),
František Hampejs (-/0),
Ota Hemele (-/1),
Jindřich Holman (-/11),
Bedřich Jezbera (17/0),
Vlastimil Kopecký (-/14),
Vlastimil Luka (-/0),
Antonín Mašek (-/0),
Karel Průcha (-/1),
Bohumil Říha (-/0),
Jiří Sobotka (-/3),
Čestmír Vycpálek (22/14),
Rudolf Vytlačil (-/…),
Vladimír Zajíček (12/0) –
trenér Emil Seifert

### AC Sparta Praha
Karel Horák (-/0/-),
František Sojka (-/0/-),
Vojtěch Věchet (-/0/-) –
Jaroslav Burgr (-/0),
Josef Hronek (-/7),
Miloslav Jankovský (-/1),
Karel Kolský (-/0),
Josef Koštálek (-/0),
Ladislav Koubek (-/0),
Josef Ludl (-/12),
Ferdinand Růžička (8/0),
Jan Říha (-/9),
Karel Senecký (-/5),
Rudolf Šmejkal (-/1),
Jaroslav Vejvoda (-/1),
Jiří Zástěra (-/0),
Josef Zeman (22/24),
Jiří Zmatlík (-/17),
František Žák (-/1) –
trenér Josef Kuchynka

### SK Baťa Zlín
František Jordák (11/0/0),
Stanislav Parák (11/0/0) –
Rudolf Bartonec (21/8),
Karel Bernášek (1/0),
Ludvík Dupal (22/0),
… Homolka (8/3),
Vladimír Hönig (20/25),
Josef Humpál (21/10),
Stanislav Kocourek (22/1),
Jaroslav Kulich (3/0),
Eduard Machovský (4/0),
Karel Michlovský (19/4),
Miloslav Novák (22/0),
Josef Pastrňák (8/5),
… Polašek (1/0),
Jaroslav Riedl (21/0),
Jiří Sobotka (1/1),
Antonín Tichý (16/8),
Karel Zeissberger (10/4) –
trenér …

### SK Židenice
Jaroslav Dědič (13/0/2),
Karel Kopecký (9/0/1) –
Jaroslav Červený II (4/1),
Josef Galáb (20/0),
Zdeněk Harnach (4/0),
Bohumil Chocholouš (20/0),
Gustav Kalivoda (22/0),
Václav Kaiser (11/7),
Rudolf Krejčíř (11/7),
František Křišťál (5/1),
Karel Nepala (16/10),
Oldřich Novohradský (14/4),
Oldřich Rulc (8/1),
František Štěpán (22/21),
Karel Trnka (18/7),
Eduard Vaněk (22/1),
Miroslav Vaněk (5/0),
František Zapletal (19/1) –
trenér Josef Smolka

### Bohemia AFK Vršovice
Emil Ludvík (10/0/-),
Jaroslav Matoušů (12/0/-) –
Emil Anger (16/4),
Otakar Češpiva (22/2),
František Havlíček (15/3),
Jan Kalous (19/0),
Ladislav Kareš (20/23),
Josef Kejř (16/5),
Josef Kloubek (6/0),
Antonín Lanhaus (16/0),
Václav Mikeš (7/0),
František Mošnička (14/3),
Ferdinand Plánický (16/5),
František Plass (1/0),
Miroslav Procházka (5/1),
Leopold Prokop (2/0),
Bohumil Richter (8/3),
Jiří Rubáš (13/9),
Josef Vedral (6/5),
Jindřich Zima (2/0) –
trenér Ladislav Ženíšek

### SK Plzeň
Karel Poláček (8/0/-),
Adolf Štojdl (-/0/-) –
Václav Fiala (-/1),
Milan Fencl (-/5),
Antonín Hájek (21/22),
František Hájek (-/8),
František Hanzlík (-/0),
Josef Honomichl (-/0),
Josef Kraus (-/4),
Ferdinand Maiss (-/0),
Miloš Mrvík (-/5),
Jaroslav Rudert (-/0),
Alfréd Sezemský (-/4),
Josef Tajčner (21/5),
Oldřich Urban (-/0),
Josef Vrba (-/0) –
trenér …

### SK Olomouc ASO
Vladimír Doležal (17/0/-),
Jaroslav Štika (5/0/-) –
František Dycka (-/0),
Jaroslav Fajfr (-/6),
Ludvík Hendrych (-/2),
Karel Kocík (-/0),
František Kolman (-/0),
Rudolf Kosmák (-/0)
Josef Krupka (-/0),
Miloš Kypěna (-/0),
Jan Novák (-/…),
Otakar Nožíř (-/1),
Antonín Rýgr (-/23),
Jaromír Slaný (-/2),
Zdeněk Sova (-/0),
Jan Šimek (10/3),
Emil Šlapák (-/10),
Rudolf Toman (-/6),
Jan Vojtíšek (-/0),
Josef Zoubek (-/3) –
trenér …

### SK Pardubice
Karel Horák (-/0/-)
Jaroslav Štětka (-/0/-) –
Karel Doležal (-/0),
Viktor Hemerka (-/0),
František Heřmánek (22/9),
Alois Kalivoda (-/14),
Josef Klus (-/…),
Miroslav Potůček (2/0),
Josef Skala (17/10),
Emanuel Slavíček (22/6),
Maxmilián Synek (20/0),
Oldřich Šámal (-/0),
… Šimek (-/…),
Ladislav Šimůnek (-/7),
Miroslav Štancl (-/2),
Josef Šváb (-/0),
Miroslav Tesař (-/0),
Jiří Zástěra (-/2),
Bohumil Zoubek I (20/1) –
trenér Jaroslav Hromadník

### SK Nusle
Bohumír Váchal (-/0/-) –
Josef Bílek (-/0),
Vojtěch Bradáč (11/15),
Vratislav Čech (-/0),
Karel Černý (12/0),
František Holzhauser (-/6),
Josef Horák (-/0),
Antonín Chudomel (-/5),
Václav Jíra (-/0),
Josef Kubánek (-/0),
Jan Lukeš (-/0),
Josef Martínek (-/7),
Václav Mikeš (-/1),
Miloslav Muzikář (-/0),
Jiří Plíva (-/0),
... Pokorný (-/0),
Milan Röder (-/0),
Jan Řehák (-/0),
Josef Steidl (-/3),
Rudolf Štuksa (-/5),
Jaroslav Šturma (-/0),
Bedřich Vacek (-/5) –
hrající trenér Karel Černý

### SK Kladno
Jan Biskup (-/0/-),
Vladimír Leština (-/0/-) –
Jaroslav Andl (-/0),
Vladimír Carvan (-/0),
Josef Holman (-/3),
Jiří Janoušek (-/0),
František Kusala (-/0),
Rudolf Lampl (-/4),
Jaroslav Liška (-/4),
Eduard Möstl (-/5),
Vojtěch Rašplička (-/6),
Josef Sedláček (-/1),
Jan Seidl (-/9),
Karel Sklenička (-/0),
Václav Sršeň (-/5),
Josef Sýkora (21/0),
Karel Vosátka (-/…),
Karel Záruba (-/1) –
trenér František Kloz

### SK Prostějov
Evžen Jurka (-/0/-),
František Šrám (-/0/-) –
Alois Cetkovský (-/0),
Rudolf Drozd (-/0),
Jiří Gazda (-/2),
Josef Halbich (-/0),
Oldřich Juříček (-/4),
Vojtěch Kastl (-/8),
Jan Kubíček (-/0),
Josef Kula (-/2),
Miloš Kýr (-/1),
Jan Linhart (-/0),
Jan Melka (-/12),
Ivan Milkin (-/0),
Rudolf Němeček (-/0),
Vlastimil Ohlídal (-/0),
Josef Omachlík (-/0),
Jan Pavelka (-/17),
Alois Procházka (-/2),
Vojtěch Smékal (-/1),
Jan Zdráhal (-/1) –
trenér František Lánský

### SK Rakovník
Ladislav Houška (-/0/0),
Vlastimil Ronc (-/0/0) –
Zdeněk Bozděch (-/1),
Václav Diepold (-/3),
Karel Endyš (-/1),
Jiří Fuchs (-/2),
Jiří Hanke (-/0),
Josef Ibl (-/3),
Václav Jindra (-/0),
… Karfus (-/0),
Antonín Klatovský (-/0),
Vladimír Kluc (-/0),
Jiří Kopřiva (-/0),
… Kořínek (-/…),
Karel Knotek (-/0),
Jiří Mutinský (-/3),
Oldřich Nejedlý (-/10),
Karel Polcar (-/0),
Gustav Štěrba (-/2),
Ferdinand Šulc (-/0),
Josef Tobiáš (-/10),
Břetislav Vostatek (-/0),
Václav Vydra (-/0) –
hrající trenér Oldřich Nejedlý

## Mistrovství Slovenska
|    |                      | Z  | V  | R | P  | GV | GO | TP  | B  |
| -- | -------------------- | -- | -- | - | -- | -- | -- | --- | -- |
|    | OAP Bratislava       | 22 | 17 | 3 | 2  | 91 | 26 | +65 | 37 |
| 2  | ŠK Bratislava        | 22 | 14 | 2 | 6  | 72 | 33 | +39 | 30 |
| 3  | AC Považská Bystrica | 22 | 11 | 4 | 7  | 65 | 51 | +14 | 26 |
| 4  | ŠOHG Šimonovany      | 22 | 11 | 2 | 9  | 61 | 54 | +7  | 24 |
| 5  | TŠS Trnava           | 22 | 11 | 0 | 11 | 56 | 63 | -7  | 22 |
| 6  | FC Vrútky            | 22 | 9  | 3 | 10 | 49 | 56 | -7  | 21 |
| 7  | ŠK Ružomberok        | 22 | 9  | 2 | 11 | 36 | 54 | -18 | 20 |
| 8  | ŠK Slávia Prešov     | 22 | 8  | 3 | 11 | 50 | 53 | -3  | 19 |
| 9  | ŠK Žilina            | 22 | 9  | 1 | 12 | 45 | 55 | -10 | 19 |
| 10 | TTS Trenčín          | 22 | 8  | 3 | 11 | 48 | 67 | -19 | 19 |
| 11 | AC Svit Batizovce    | 22 | 6  | 6 | 10 | 41 | 56 | -15 | 18 |
| 12 | ŠK VAS Bratislava    | 22 | 3  | 3 | 16 | 37 | 83 | -46 | 9  |